# Mi caramelo
«Mi caramelo» es una canción perteneciente a la banda de rock argentina, Bersuit Vergarabat. Es el último tema que forma parte de su tercer disco de estudio, titulado Don Leopardo en 1996.
La canción fue compuesta por Gustavo Cordera en 1982, a la edad de 21 años, dedicada a su primera novia.  Esta canción iba a formar parte del disco debut de la banda Y punto (1992), pero fue descartada, debido a que sus miembros no estaban convencidos de la versión original editada. Luego, a pesar de ser un tema que solía ser tocado en sus conciertos, Cordera juró que nunca la grabarían. Finalmente, rompieron la promesa al incluirla como bonus track en "Don Leopardo". 
Los acordes que acompañan a la composición son: Sol, Do, Mim, La7, Am7 y Re7. En ella, solo es interpretada por Cordera en voz y Pepe Céspedes en guitarra.

## Personal
- Gustavo Cordera - Voz
- Pepe Céspedes - Guitarra acústica